# Lasiocercis elegantula
Lasiocercis elegantula är en skalbaggsart som först beskrevs av Leon Fairmaire 1899.  Lasiocercis elegantula ingår i släktet Lasiocercis och familjen långhorningar.
Artens utbredningsområde är Madagaskar. Inga underarter finns listade i Catalogue of Life.